# わかば (石巻市)
わかばは、宮城県石巻市にある町名。現行行政地名はわかば一丁目からわかば三丁目。住居表示未実施。

## 地理
石巻市の中心街から中央部に位置し、主に住宅地が多い。また、近隣に石巻赤十字病院がある。

## 歴史

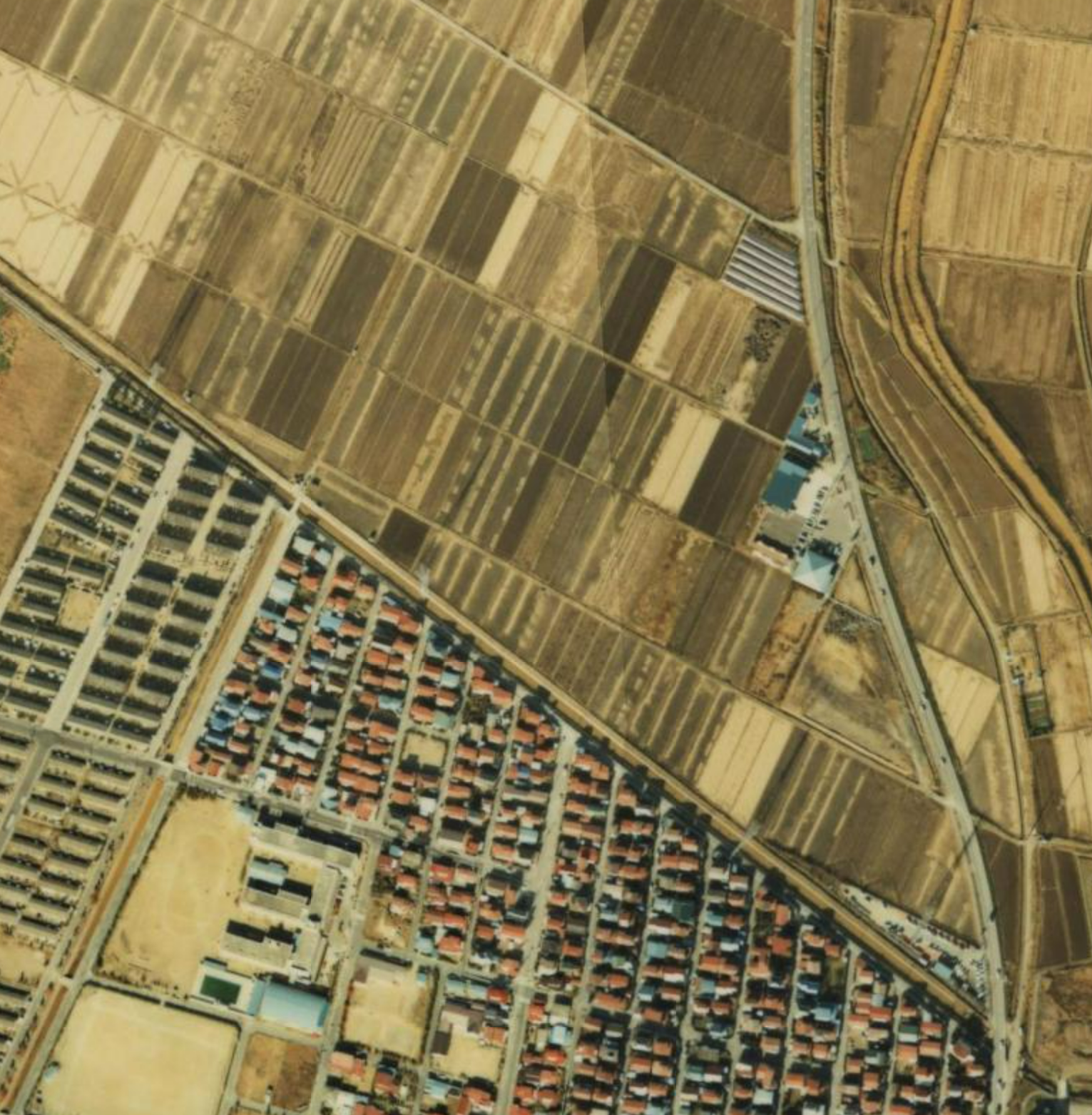
造成前のわかば（1984年11月14日）

- 2014年（平成26年）2月22日 - 蛇田北部土地区画整理事業に伴い、蛇田字東道下・蛇田字西道下の各一部を分離し、わかば一丁目からわかば三丁目を設置[4]。

## 世帯数と人口
2018年（平成30年）9月30日現在の世帯数と人口は以下の通りである。
| 丁目         | 世帯数  | 人口    |
| ------------ | ------- | ------- |
| わかば一丁目 | 121世帯 | 374人   |
| わかば二丁目 | 111世帯 | 260人   |
| わかば三丁目 | 161世帯 | 451人   |
| 計           | 393世帯 | 1,085人 |

## 小・中学校の学区
市立小・中学校に通う場合、学区は以下の通りとなる。
| 丁目         | 番・番地等 | 小学校             | 中学校             |
| ------------ | ---------- | ------------------ | ------------------ |
| わかば一丁目 | 全域       | 石巻市立向陽小学校 | 石巻市立蛇田中学校 |
| わかば二丁目 | 全域       | 石巻市立向陽小学校 | 石巻市立蛇田中学校 |
| わかば三丁目 | 全域       | 石巻市立向陽小学校 | 石巻市立蛇田中学校 |

## 施設
- 薬王堂 石巻蛇田店
- 仮設蛇田北部第1団地